# Алабышев, Александр Философович
Александр Философович Ала́бышев (1905—1983) — специалист в области электрохимии, профессор, организатор производства магния в СССР.

## Биография
Родился 10 (23 января) 1905 года в Вознесенье (ныне Подпорожский район, Ленинградская область).
В 1929 году окончил электрохимическое отделение ЛЭТИ по специальности «Электролиз». Кандидат химических наук (1935). Доктор химических наук (1946).
В период с 1930 по 1947 год работал в ГИПХе, где прошёл путь от инженера до руководителя лаборатории электрохимии. Создал проект опытного магниевого завода, который был построен и пущен в строй в 1931 году. Деятельность этого опытного завода послужила основой для создания двух первых советских заводов по производству магния — на Днепре и в Соликамске.
В 1931 году был принят на кафедру электрохимии ЛТИ имени Ленсовета, где проработал до 1949 года, пройдя путь от ассистента до профессора. Читал курс лекций «Техническая электрохимия», как учёный специализировался в области электролиза расплавленных солей.
В 1941—1945 годах выполнял ответственные задания Министерства химической промышленности для нужд обороны страны. Возглавил проектирование, строительство и пуск цехов по производству калия, натрия и их производных в Московской области на Воскресенском химическом комбинате для снабжения фронта специальной продукцией.
Заведующий кафедрой общей химии ЛЭТИ (1946—1953), проректор Ленинградского электротехнического института по учебной работе (1949—1951).
Ректор ЛПИ имени М. И. Калинина (1951—1956). С 1953 по 1977 год руководил кафедрой общей химии Ленинградского политехнического института, с 1977 по 1983 год — профессор-консультант кафедры.
Умер 2 мая 1983 года. Похоронен в Ленинграде на Богословском кладбище.

## Награды и звания
- заслуженный деятель науки и техники РСФСР (8.8.1966)
- орден Трудового Красного Знамени (8.12.1944)
- орден «Знак Почёта»
- медали

## Основные труды
- Алабышев А. Ф., Антипин П. Ф., Артамонов Б. П., Барзаковский В. П., Белозерский Н. А. Электрохимия расплавленных солей. Ч. 1. — Л.- М.: Гпавная редакция по цветной металлургии. 1937.398 с.
- Алабышев А. Ф., Вячеславов П. М., Гальнбек А. А., Животинский П. Б., Ротинян А. Л., Федотьев Н. П. Прикладная электрохимия. Л., Издательство «Химия» 1962. 536 с.
- Алабышев А. Ф., Грачев К. Я., Зарецкий С. А., Лантратов М. Ф. Натрий и калий / Под редакцией Алабышева А. Ф. Л. Госхимиздат. 1959.
- Алабышев А. Ф. Электроды сравнения для расплавленных солей. М. Металлургия. 1964.